# John Quincy Adams Ward
John Quincy Adams Ward (Urbana, 29 giugno 1830 – New York, 1º maggio 1910) è stato uno scultore statunitense, la cui opera più familiare è la sua statua a grandezza naturale Statua di George Washington sui gradini del Federal Hall National Memorial a New York.

## Biografia

### Primi anni
Ward era il quarto di otto figli nati da John Anderson Ward e Eleanor Macbeth a Urbana, Ohio, una città fondata dal nonno paterno colonnello William Ward. Uno dei suoi fratelli più giovani era l'artista Edgar Melville Ward. La famiglia visse nella fattoria di William Ward con 600 acri di terra dopo la sua morte. Crescendo, a Ward piaceva passare il suo tempo sul letto del ruscello a modellare il fango in piccole figure e animali. L'interesse di Ward per le forme tridimensionali fu incoraggiato da un vicino e ceramista locale, Miles Chatfield. All'età di 11 anni, Chatfield permise a Ward di gestire il suo studio e gli insegnò come modellare un vaso e decorarlo con bassorilievi. Ward trascorse diversi anni lavorando nella sua fattoria di famiglia e, dopo aver visto una mostra di scultura a Cincinnati nel 1847, si sentì scoraggiato dal perseguire una carriera artistica. La sua famiglia gli propose di studiare medicina, ma dopo aver contratto la malaria, dovette abbandonare gli studi.
Ward più tardi visse con sua sorella maggiore Eliza e suo marito Jonathan Wheelock Thomas a Brooklyn, New York, dove si formò per sette anni (1849-1856) sotto la guida del ben noto scultore Henry Kirke Brown, che incise "J.Q.A. Ward, Asst." sul suo monumento equestre di George Washington in Union Square. Ward andò a Washington nel 1857, dove si fece un nome con busti di uomini nella vita pubblica. Nel 1861 lavorò per la Ames Manufacturing Company di Chicopee, Massachusetts, fornendo modelli per oggetti decorativi, tra cui spade in bronzo dorato per l'Esercito dell'Unione. Ames era una delle più grandi fonderie di ottone, bronzo e ferro negli Stati Uniti.
Ward aprì uno studio a New York nel 1861 e l'anno successivo fu eletto alla National Academy of Design. Fu il loro presidente fino al 1874. Nel 1882 una nuova casa e studio a New York sulla 52esima Strada fu progettata per lui dal suo amico Richard Morris Hunt, che avrebbe collaborato con lui su molti progetti nel corso degli anni.
Ward si dedicò allo sviluppo di una scuola americana di scultura attraverso la sua partecipazione alle organizzazioni e all'insegnamento. Occasionalmente assunse studenti e assistenti, i più importanti sono Daniel Chester French, Jules Desbois, Francois J. Rey e Charles Albert Lopez. Nel 1888-1889 Ward, insieme al suo assistente di studio Francois J. Rey e un uomo di nome W. Hunt, tenne un corso di scultura al The Metropolitan Museum of Art. Quattro anni dopo, fu invitato dall'Università di Harvard a tenere una serie di conferenze.
Ward sposò la sua prima moglie, Anna Bannan, il 10 febbraio 1858. Dopo la sua morte, sposò Julia Devens Valentine il 19 giugno 1877. Julia morì durante il parto il 31 gennaio 1879.

### Carriera
Le commissioni di scultura americane del XIX secolo erano in gran parte limitate a busti e monumenti, dove Ward era preminente nella sua generazione. Gli scultori si guadagnarono anche da vivere vendendo riduzioni di bronzo delle loro opere pubbliche. Ward si avvalse di nuove tecniche di duplicazione galvanoplastica; sopravvivono molte delle riduzioni di Ward e dei pannelli in rilievo galvanoplastici e stampati.
La sua statua in bronzo del The Pilgrim, una rappresentazione stilizzata alta 9 piedi (2,7 m) di uno dei Padri Pellegrini, immigrati britannici nel Nuovo Mondo guidati da William Bradford che partì da Plymouth, in Inghilterra, sulla nave mercantile Mayflower nel settembre 1620, si trova su Pilgrim Hill nel Central Park di New York City. La statua si affaccia verso ovest sulla cresta di una piccola collinetta in cima alla collina, su un piedistallo in granito Quincy bugnato creato dall'architetto Richard Morris Hunt, che è rivolto sull'East Drive sulla East 72nd Street. La statua fu donata a New York nel 1885 dalla New England Society di New York.
Nel 1902, con la collaborazione di Paul Wayland Bartlett, realizzò i modelli per le sculture del frontone di marmo per la Borsa di New York. Il frontone è stato scolpito dai Fratelli Piccirilli.
Ward ha partecipato a numerose organizzazioni e associazioni durante la sua lunga carriera. Fu fondatore e presidente della National Sculpture Society (1893-1905), presidente della National Academy of Design (1874), e membro della Fine Arts Federation, della Architectural League, dell'National Institute of Arts and Letters, dell'American Academy of Arts and Letters, L'American Institute of Architects, il National Arts Club e la Century Association. Fece parte del Comitato consultivo delle Belle Arti della Città di New York alla World’s Columbian Exposition del 1893 e del Comitato consultivo degli scultori alla Louisiana Purchase Exposition nel 1904. Fu uno dei membri originali del Consiglio di fondazione del Metropolitan Museum of Art e prestò servizio nel suo comitato esecutivo fino al 1901, nonché uno dei primi fiduciari nel 1897 per l'American Academy in Rome.
Morì nella sua casa di New York nel 1910. Una copia del suo Indian Hunter si trova presso la sua tomba a Urbana, e la sua casa Urbana è elencata nel National Register of Historic Places. I suoi bozzetti sono conservati presso l'Albany Institute of History & Art. La sua opera fece parte della manifestazione di scultura nel concorso artistico ai Giochi della IX Olimpiade del 1928.

## Scultura pubblica
- 1866 Indian Hunter, in Central Park, Manhattan, New York
- 1867 The Good Samaritan Ether Monument, Boston Public Garden, Boston (Massachusetts)
- 1868 "Matthew Perry Monument", Touro Park, Newport (Rhode Island)
- 1869 "Seventh Regiment Memorial", Central Park, New York City.[24] Il bronzo di un soldato dell'Unione in piedi è posto su un alto piedistallo di granito lungo la West Carriage Drive sulla 69esima Strada. L'attore e drammaturgo Steele MacKaye, che prestò servizio nel 7º reggimento, fu il suo modello.
- 1871 Statua del Maggiore Generale John Fulton Reynolds, Gettysburg National Military Park, Gettysburg, Pennsylvania
- 1872 William Shakespeare, Central Park, New York City[25]
- 1878 George Washington, Bartlet Mall, Newburyport, Massachusetts
- 1878 William Gilmore Simms, White Point Garden, Charleston (Carolina del Sud)
- 1879 Il maggiore generale George Henry Thomas, Thomas Circle, Washington
- 1881 'Vittoria' (statua), Monumento alla Vittoria di Yorktown, Yorktown, Virginia
- 1881 Monumento al generale Daniel Morgan, Spartanburg, Carolina del Sud
- 1882 Statua di George Abraham Coles, Federal Hall National Memorial, New York City
- 1883 Marquis de Lafayette, Università del Vermont, Burlington, Vermont
- 1884 'Il Pellegrino' (statua), Pilgrim Hill, Central Park, New York City
- 1887 James A. Garfield Monument, Capitol Hill, Washington, D.C.
- 1891 Monumento a Henry Ward Beecher, Cadman Plaza, Brooklyn, New York
- 1893 Il Governatore Orazio Fairbanks, St. Johnsbury Athenaeum, St. Johnsbury, Vermont
- 1898 Statua equestre del generale Winfield Scott Hancock, Smith Memorial Arch, Filadelfia, Pennsylvania
- 1903 L'integrità a tutela delle opere dell'uomo, frontone del palazzo della Borsa di New York, Manhattan, New York City
- 1905 Abraham Coles (busto), Washington Park, Newark, New Jersey
- 1910 Il finanziere August Belmont, Newport, Rhode Island
- 1916 Statua del generale Philip Henry Sheridan, East Capitol Park, Albany, New York (installato postumo)

## Galleria d'immagini

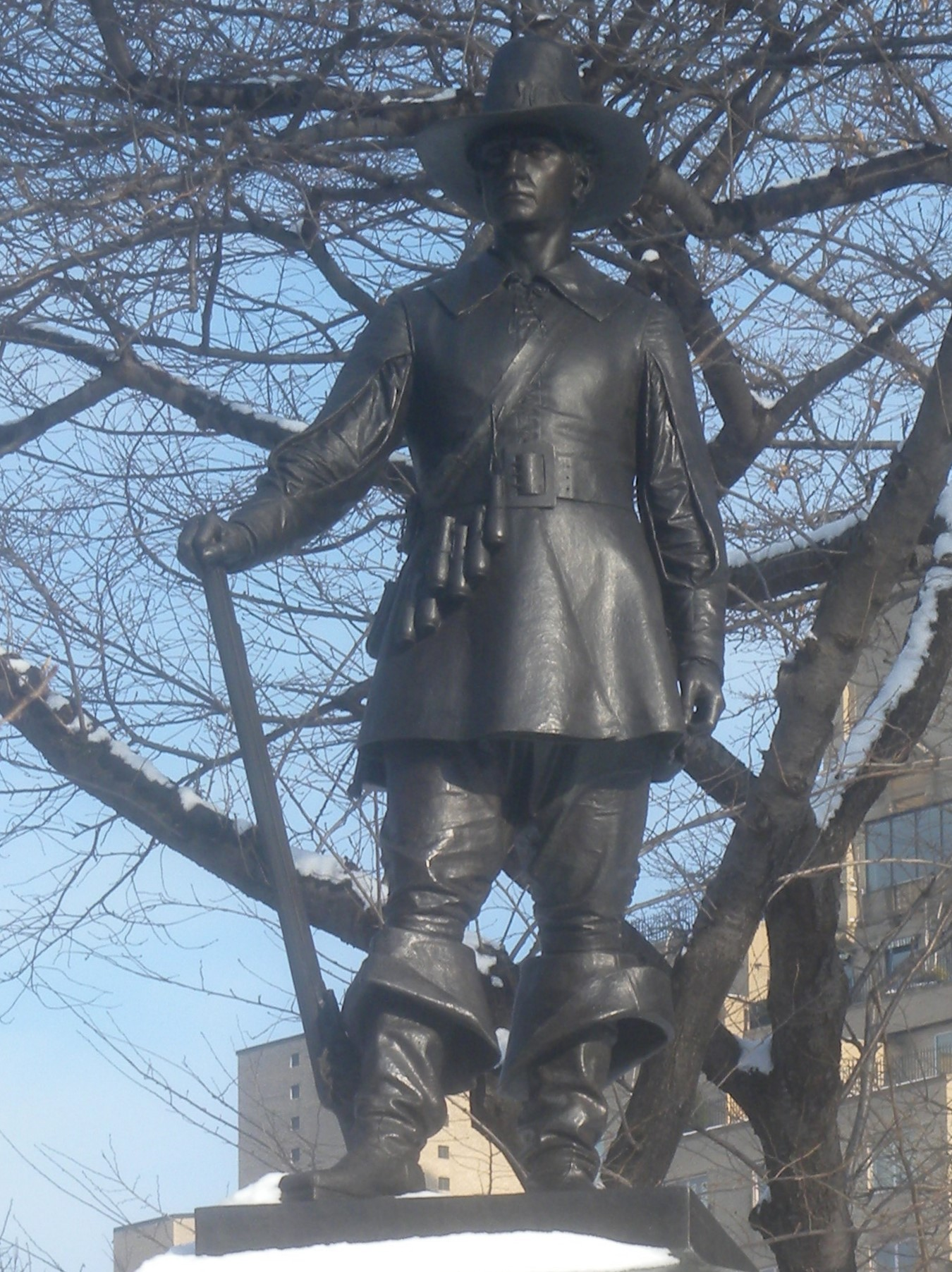
The Pilgrim, 1884, Central Park, New York
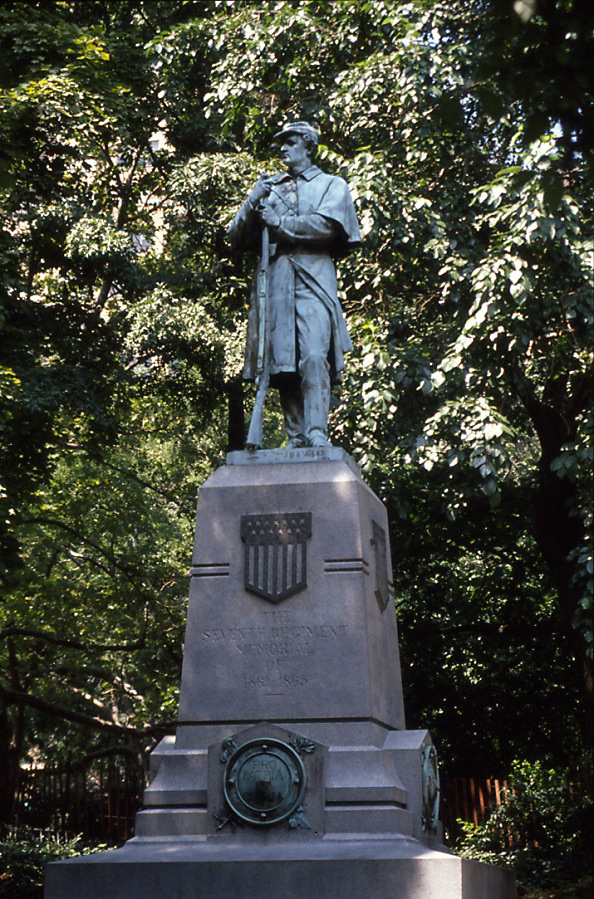
Monumento al 7º Reggimento, Central Park, New York City
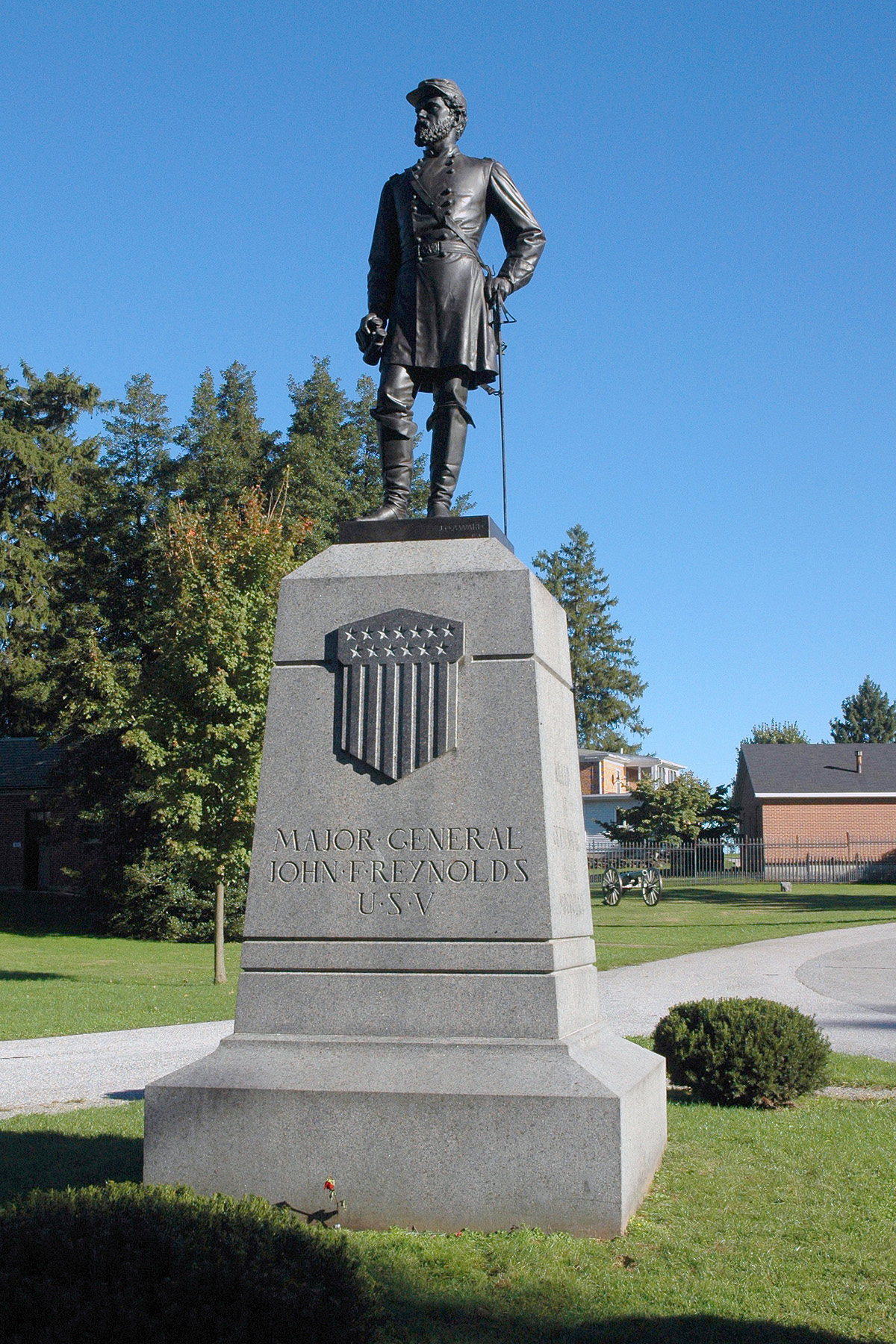
Statua del Maggiore Generale John F. Reynolds, Gettysburg National Military Park
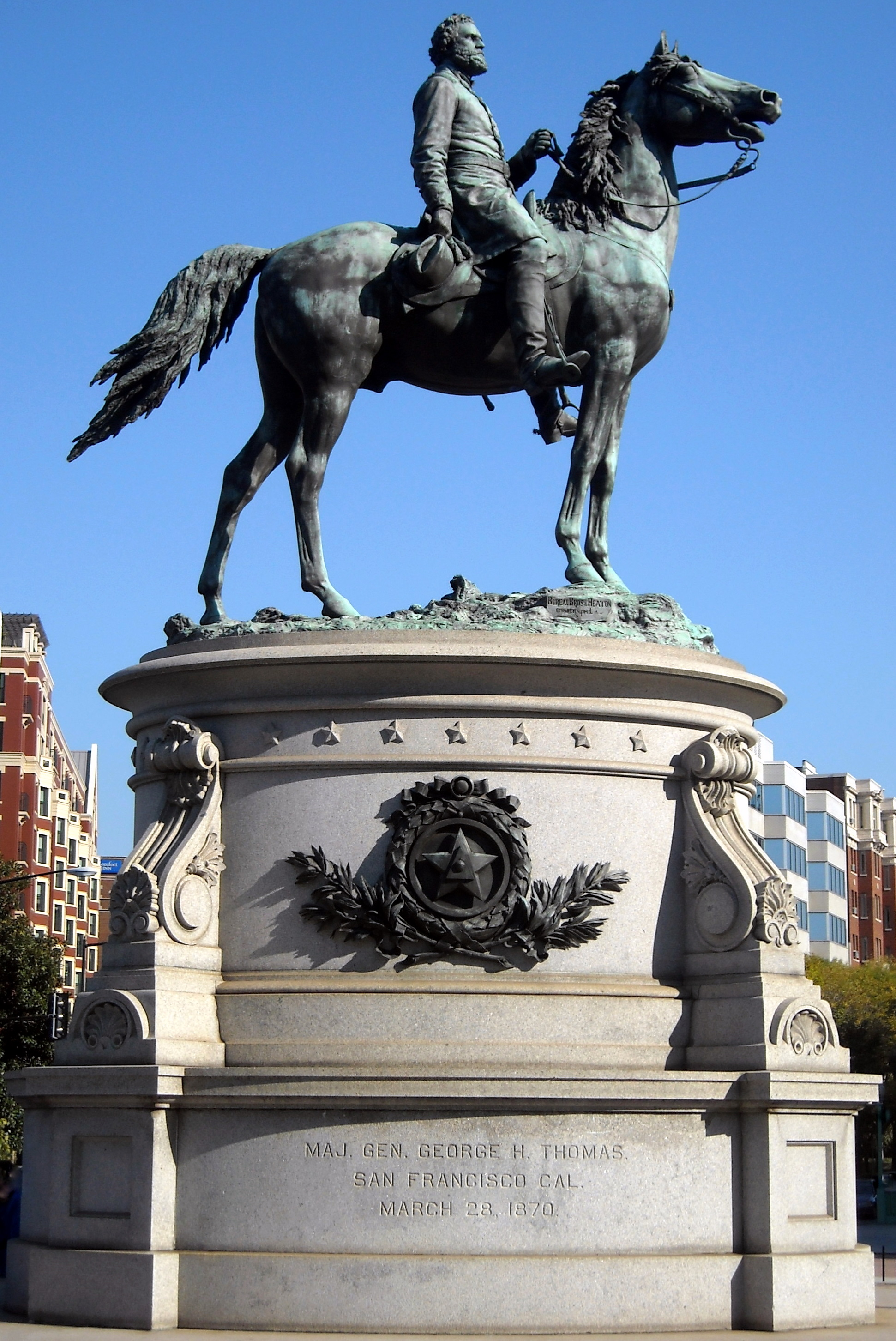
Maggiore Generale George Henry Thomas, Thomas Circle, Washington
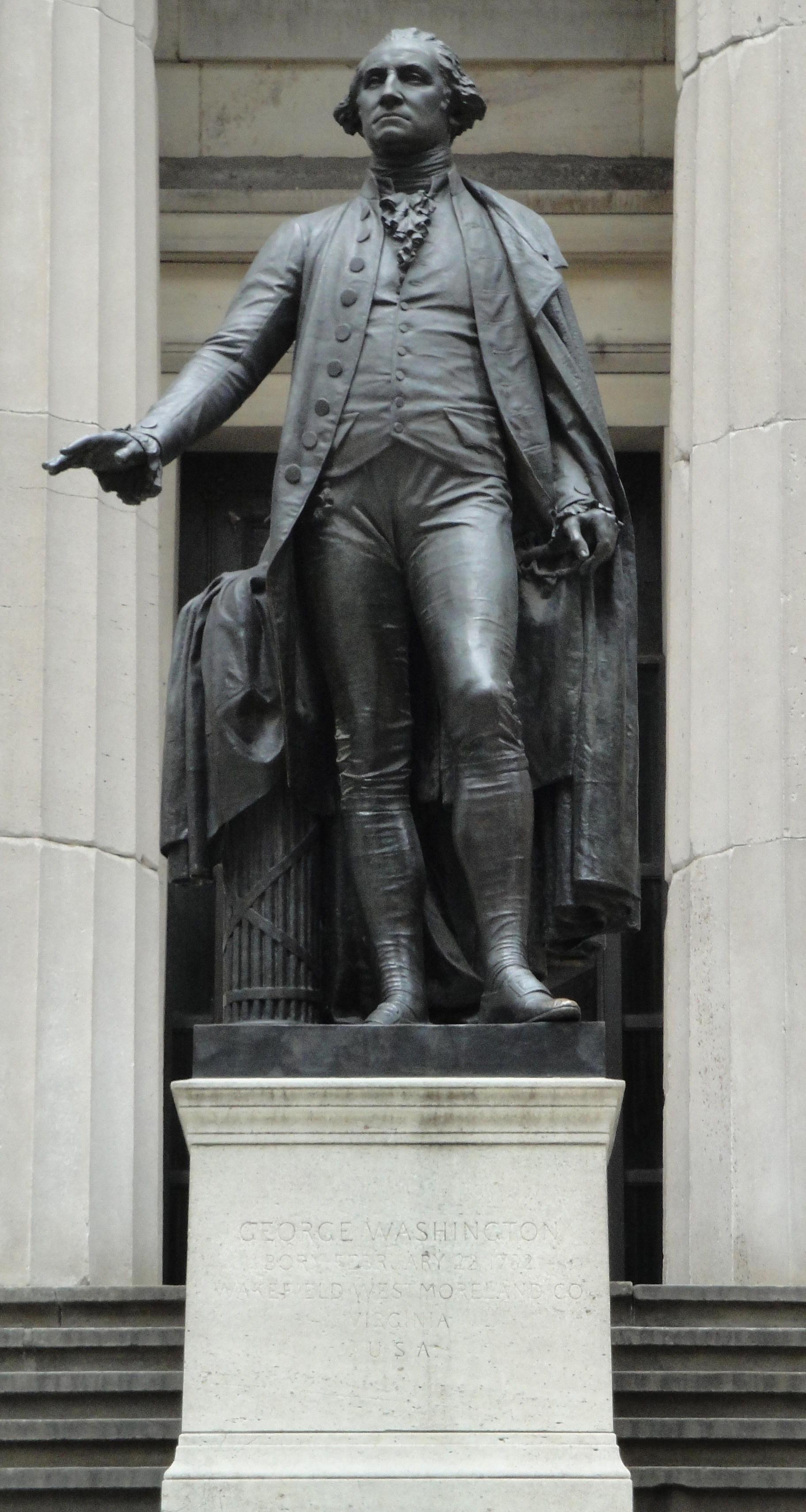
Statua di George Washington, Federal Hall National Memorial, New York City
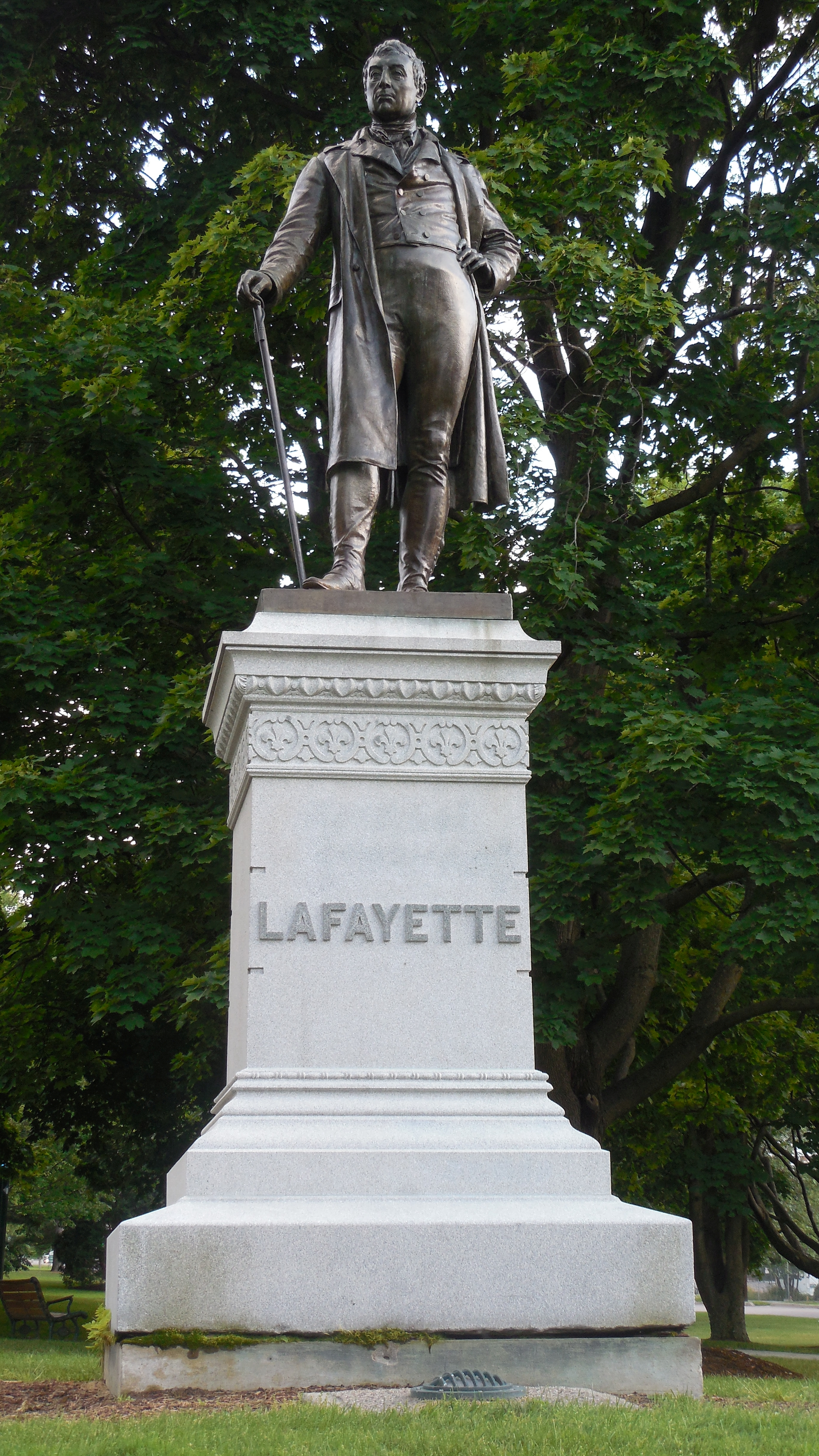
Statua di Gilbert du Motier de La Fayette, Università del Vermont Green, Burlington, Vermont
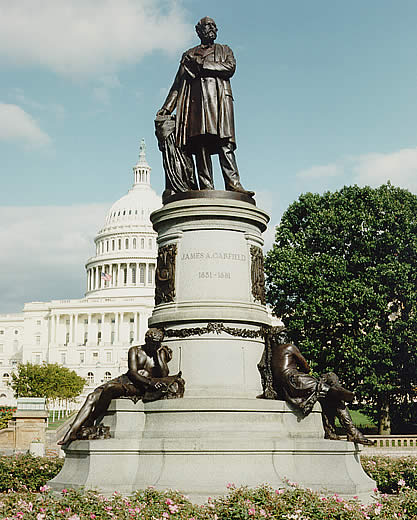
Monumento a James A. Garfield, Motivi dell'United States Capitol, Washington, D.C.
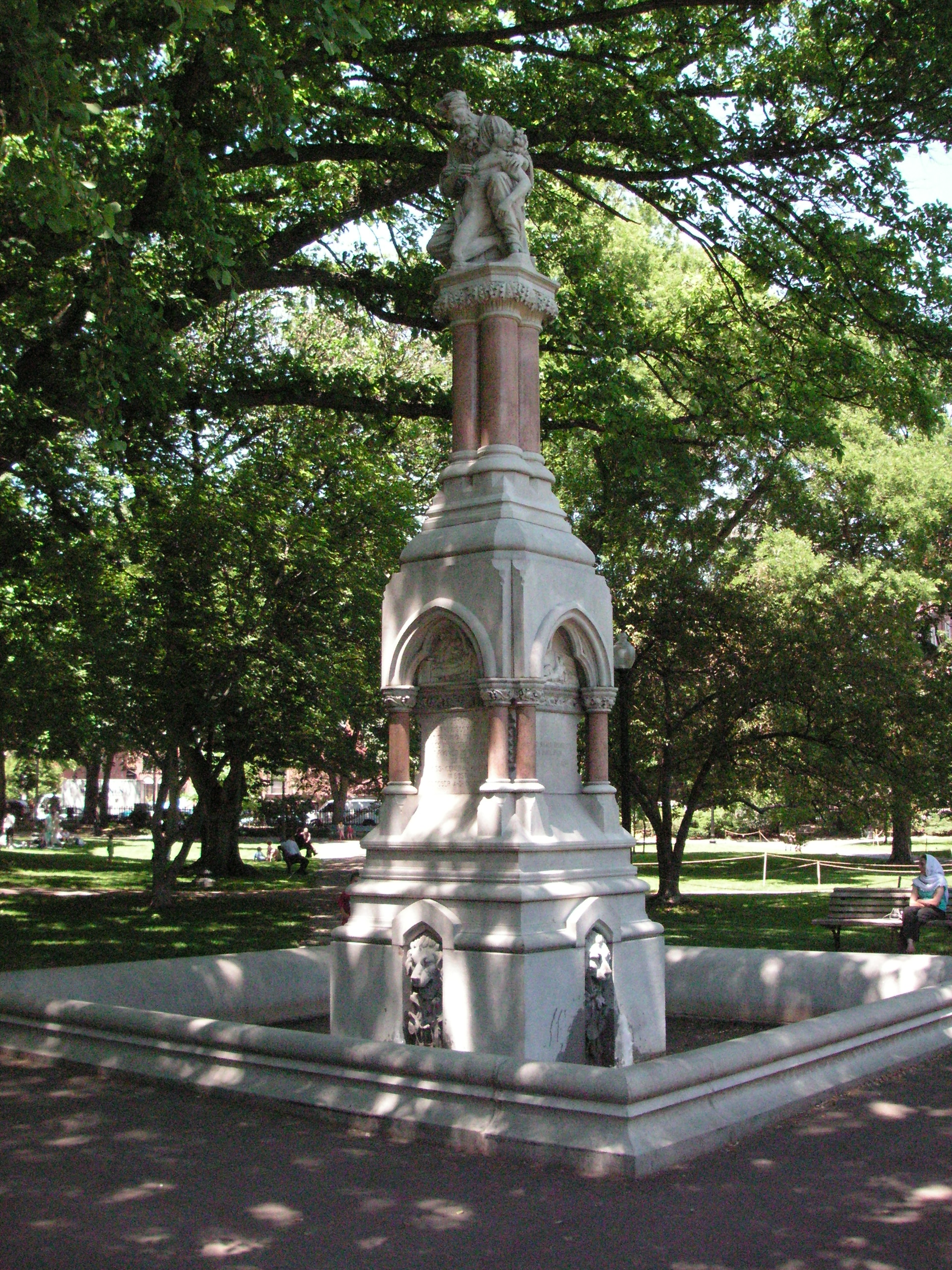
Monumento all'Etere, Boston Public Garden
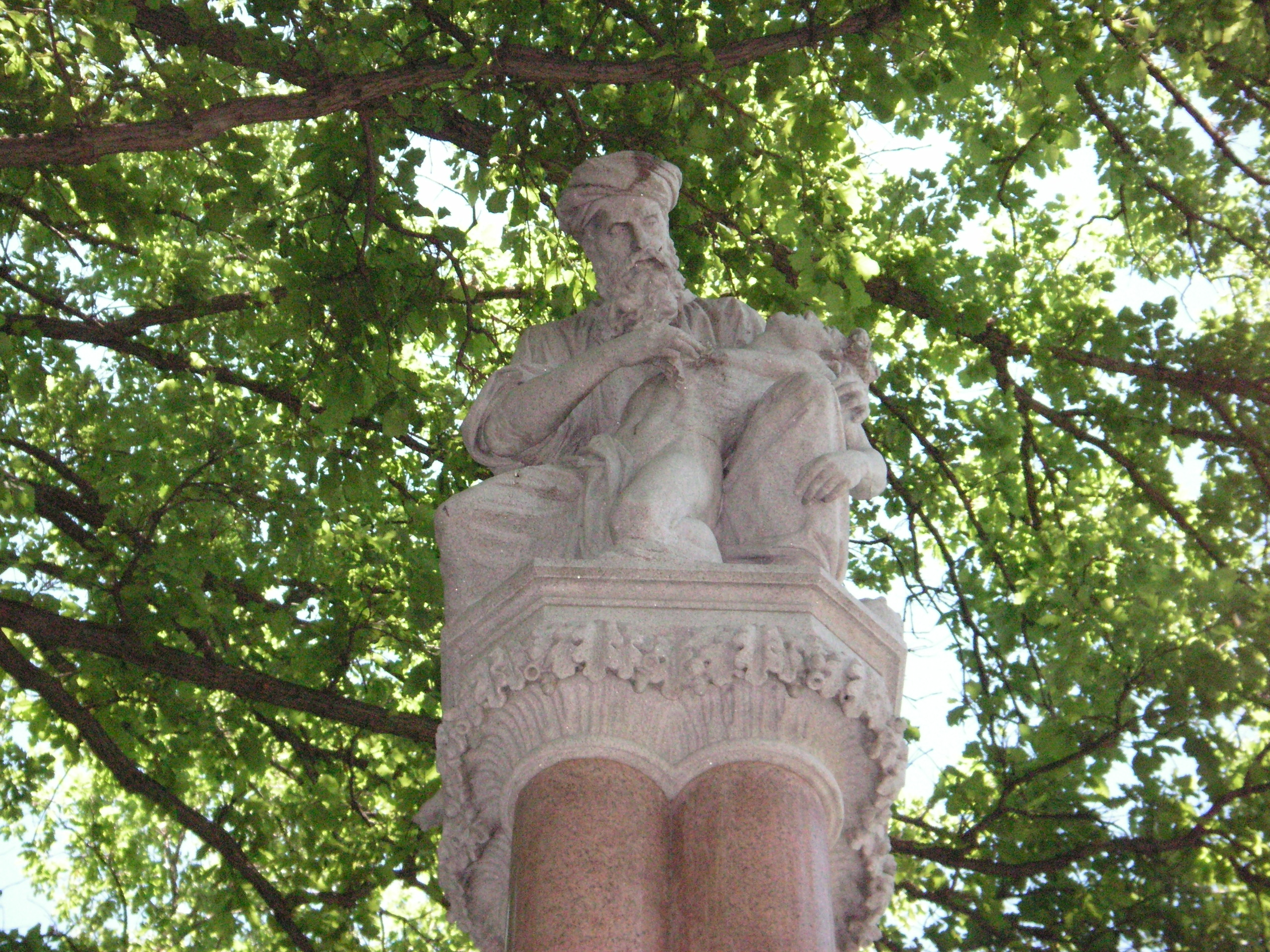
Monumento all'Etere, Boston Public Garden
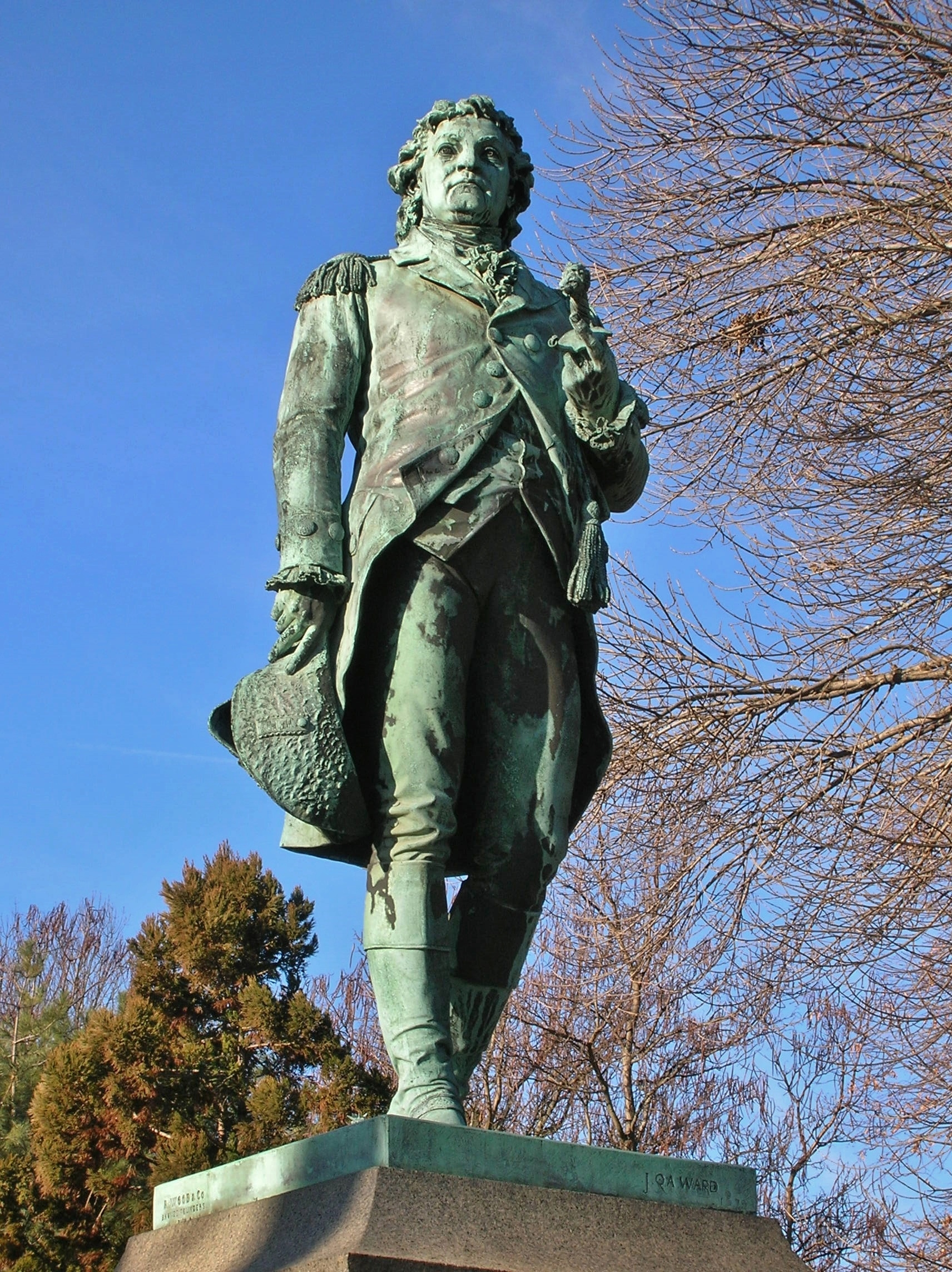
Statua di Israel Putnam, Bushnell Park, Hartford
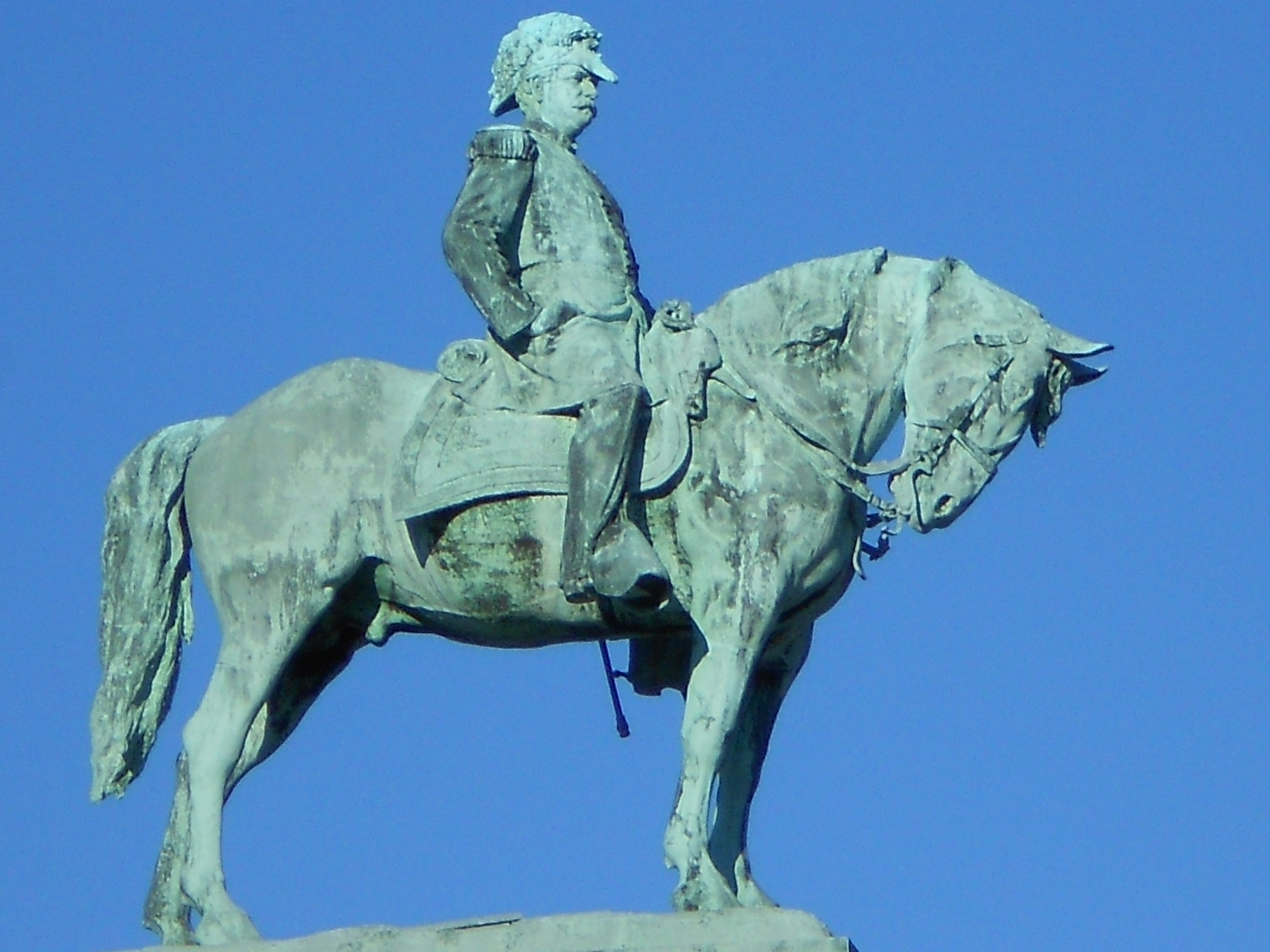
Smith Memorial Arch, Filadelfia
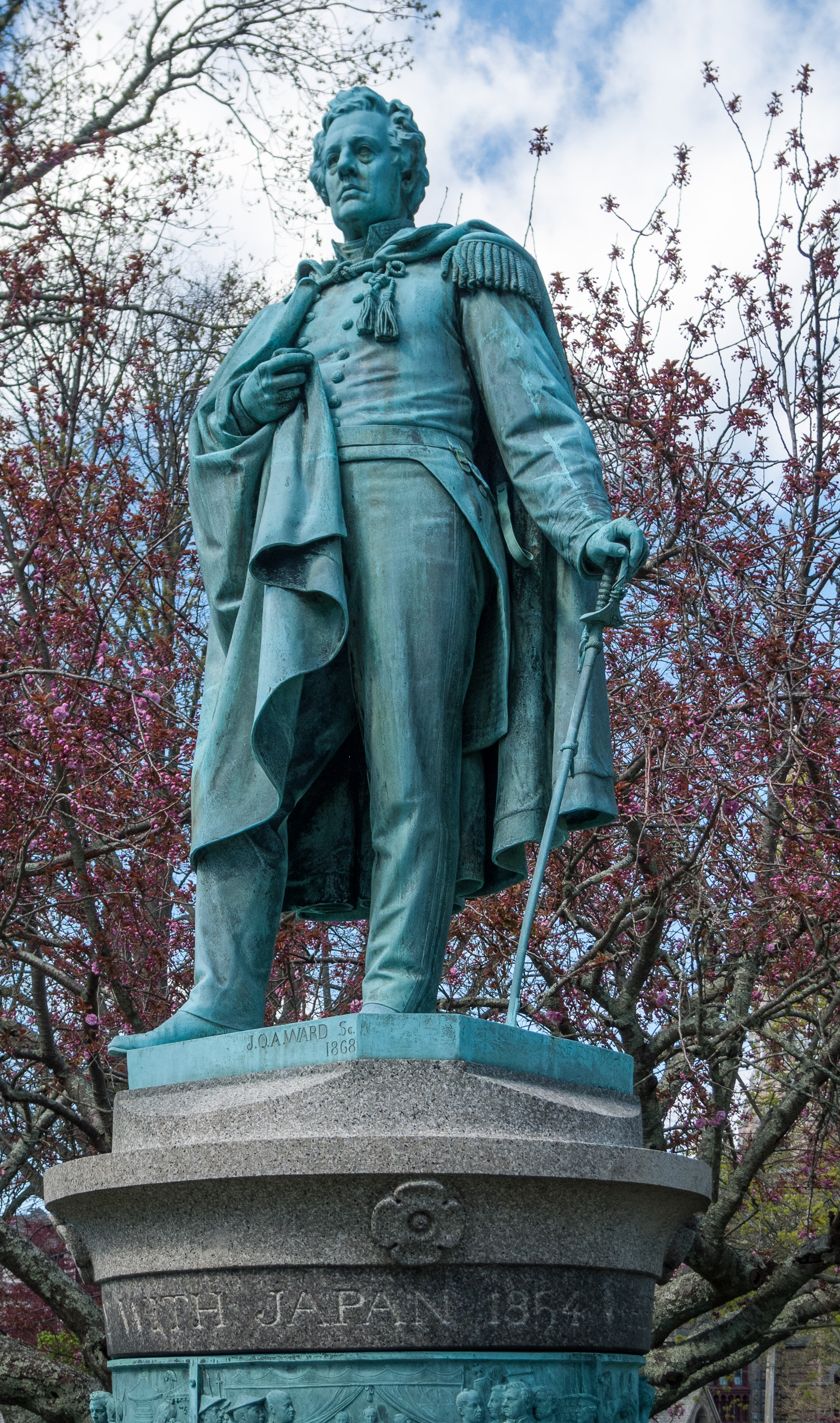
Statua di Matthew Perry, Touro Park, Newport, Rhode Island
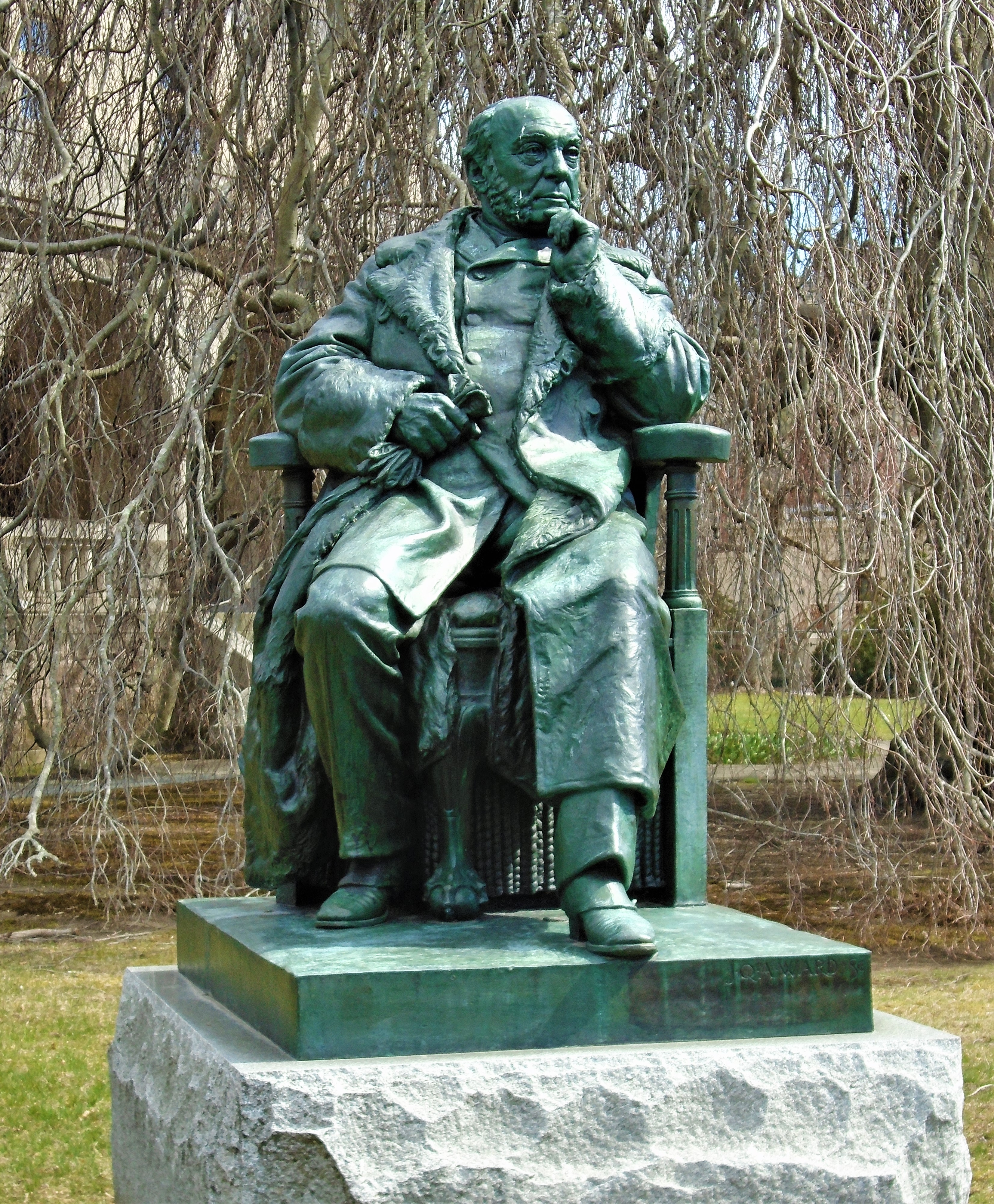
Statua di August Belmont, Newport, Rhode Island